# Epic - Il mondo segreto
Epic - Il mondo segreto (Epic) è un film d'animazione in 3D del 2013 diretto da Chris Wedge; prodotto dai Blue Sky Studios, in co-produzione con 20th Century Fox Animation, e distribuito dai 20th Century Fox.
Il film, liberamente basato sul libro per bambini The Leaf Men and the Brave Good Bugs di William Joyce (che ha collaborato anche alla sceneggiatura), comprende un cast vocale formato da Colin Farrell, Josh Hutcherson, Amanda Seyfried, Christoph Waltz, Aziz Ansari, Jason Sudeikis e Beyoncé Knowles-Carter.
Elogiato dalla critica per la qualità dell'animazione, le sequenze d'azione e le performance vocali.

## Trama
La diciassettenne MK (acronimo di Mary Katherine), alla morte di sua madre si trasferisce a casa dell'eccentrico padre, il Professor Bomba, che le espone la sua teoria secondo cui la natura altro non sarebbe che un micro-cosmo abitato da minuscoli esseri (che non possiamo vedere perché vivono in maniera accelerata): MK però accoglie con scetticismo questa teoria e desidera che il padre cessi le sue ricerche. Entrambi ignorano che vicino a loro vivono effettivamente minuscoli soldati chiamati Leafman, che proteggono la foresta in cui si trova la casa del Professor Bomba da creature malvagie chiamate Boggan, armate con frecce che possono uccidere ogni cosa vivente e il cui comandante, Mandrake, progetta di distruggere la foresta. Un giovane soldato indipendente, Nod, decide di andarsene, facendo adirare il concreto comandante dei Leafmen, Ronin, che vuole che Nod impari il lavoro di squadra.
La regina della foresta, Tara, consapevole dell'apparente attrazione di Ronin per lei decide di scegliere un erede al trono e si reca a un campo di boccioli di foglie sorvegliato dalle lumache Mub e Grub, la prima disinvolta e la seconda estremamente conscia di sé. La Regina Tara sceglie il baccello più piccolo come erede, ma subito dopo i Boggan attaccano. Tara scappa con il baccello e le sue guardie del corpo, pur facendo del loro meglio per proteggerla, finiscono sopraffatte dai numerosi Boggan. Tara usa la sua magia per rallentare gli inseguitori e viene salvata da una bambina fiore che l'adora e l'aiuta nella fuga. Infine sono raggiunti da Ronin che raccoglie la Regina sul suo colibrì. La coppia viene attaccata da Mandrake e suo figlio Dagda, generale dei Boggan. Ronin uccide Dagda, ma Tara, colpita da Mandrake, precipita nella foresta dalla cavalcatura di Ronin.
Nel frattempo MK stufa dell'eccentricità di suo padre decide di andarsene via lasciando una nota su un monitor di sorveglianza. Prima di poter attuare il suo proposito si vede costretta ad inseguire nel bosco Osie, l'anziano carlino di Bomba con solo tre gambe e un occhio. Mentre sta cercando Osie, MK vede Tara cadere. La Regina morente dà il bocciolo a MK, usa la sua magia per rimpicciolirla e prima di morire le dice di portare il baccello a un bruco chiamato Nim Galuu. Confusa e terrorizzata, MK si unisce a Ronin e ai suoi Leafmen, incontrando anche Mub e Grub che hanno il compito di mantenere in vita il baccello. Ronin scopre che Nod gareggia con altre creature e insetti in groppa a degli uccelli. Nod tradisce la parola data al brutale rospo Bufo, tagliando il traguardo per primo, ma prima che questi e i suoi scagnozzi bombaci dispari e mosche scorpione possano ucciderlo Ronin interviene e lo salva. Dopo aver saputo della morte della Regina Tara, Nod si unisce con riluttanza al gruppo.
Il gruppo infine trova Nim Galuu, un teatrante e custode di pergamene magiche che raccontano il passato più o meno remoto, conservate all'interno di un grande albero. Appreso che Tara è morta, conduce il gruppo alle pergamene, dove MK scopre il breve messaggio, lasciatole da Tara prima di rimpiccolirla, con le istruzioni per essere riportata alle sue dimensioni normali. Durante un'assenza di Ronin, Nod porta MK a cavalcare un cerbiatto e tra i due nasce del tenero. Nel frattempo Bufo, che ha sentito una conversazione tra Nod e Ronin, rivela a Mandrake dove si trova il bocciolo, questi arriva e porta via il baccello, rapendo anche Mub e Grub per mantenerlo umido e in vita. Il suo malefico scopo è di farlo schiudere al buio in modo che la foresta sia distrutta per sempre - poiché se il baccello si schiude grazie alla luce appartiene al bene mentre se si schiude al buoi appartiene al male -. Per penetrare non visti nel territorio dei Boggan nel tentativo di recuperare il baccello, MK, Nod e Ronin passano a casa di Bomba a procurarsi dei travestimenti. Qui MK scopre che suo padre è quello che i Leafman chiamano "calpestatore" e che questi hanno ostacolato le ricerche di Bomba. Dopo che sono riusciti a ottenere i travestimenti, Osie (nel frattempo tornato alla casa di Bomba) vede MK e la insegue attirando l'attenzione di Bomba. Questi vede il gruppo e cattura MK, ma sviene dopo averla vista. Prima di andarsene MK segna la posizione del territorio dei Leafmen su una delle mappe di Bomba, con uno spillone rosso.
Una volta raggiunto il territorio dei Boggan, una devastazione di alberi morti e putrefazione, Ronin distrae i Boggan, mentre MK e Nod salvano Mub, Grub e il baccello. Vengono però scoperti da Mandrake che richiama i Boggan per fermarli. Ronin si sacrifica per permettere la fuga di MK, Nod, Mub e Grub che riescono a fuggire. Portano il baccello alla casa madre della Regina Tara, ma i pipistrelli di Mandrake bloccano con la loro presenza la luce della luna piena così che non possa sbocciare nella luce e salvare la Foresta dalla decomposizione. Mentre i Leafmen si radunano per attaccare i Boggan, MK parte alla ricerca di suo padre per chiedere il suo aiuto, ma questi dopo aver ripreso conoscenza ha rinunciato alle sue ricerche per cercare la figlia e ha spento tutte le sue telecamere, credendo di non aver visto realmente MK e che tutti i suoi anni di ricerche l'abbiano fatto impazzire. Cambia però idea quando vede lo spillo sulla mappa.
Dopo aver trovato MK, Bomba è sopraffatto dalla gioia allo scoprire di aver sempre avuto ragione e dopo esser stato persuaso a seguirla fino a Moonhaven usa il suo iPod per imitare il suono dei pipistrelli e farsi seguire da loro. A questo punto ricompare Ronin segnato dal combattimento nel territorio dei Boggan, ma vivo. Mandrake riesce a sopraffarlo, ma Ronin viene difeso da Nod, che finalmente capisce l'importanza del lavoro di squadra. Prima che Mandrake possa ottenere la sua vittoria la luce della luna illumina il baccello durante il suo sbocciare e Mandrake viene risucchiato nel tronco di un albero. Anche la foresta viene guarita della maggior parte del danno sofferto a causa dei Boggan. L'erede prescelto è la bambina fiore che aveva aiutato la Regina Tara nella fuga da Mandrake e che sognava di divenire una regina. Grub diventa un Leafman, Nod e Ronin si riconciliano.
Nod e MK si baciano prima che questi venga riportata alle sue dimensioni consuete dalla nuova regina. Dopo essersi riunita col padre e esserne diventata l'assistente, la nuova famiglia mantiene contatti regolari con i suoi piccoli amici, mentre continuano le ricerche sul mondo nascosto vicino alla loro casa.

## Personaggi
- Mary Katherine: la protagonista della storia. è una diciassettenne brillante, arguta e testarda, ma anche gentile e altruista. Preferisce farsi chiamare "MK".  Dopo la morte di sua madre torna nella casa della sua infanzia per riallacciare i contatti con il padre che conosce a malapena. Ma diventa presto insofferente per le infinite storie sul "popolo minuscolo" che vive nei boschi, che il padre le racconta di continuo, pensando che siano solo fantasie. Ma quando viene magicamente trasportata nel mondo dei Leafmen, vede tutto da una nuova prospettiva e capisce che suo padre aveva ragione. In principio vuole solo ritrovare la strada di casa, ma alla fine contribuisce a salvare il mondo che ha appena scoperto. Tornata alle dimensioni normali diventa l'assistente di suo padre. Il suo nome è un omaggio a Mary Katherine Joyce, la figlia di William Joyce, morta nel 2010 all'età di 19 anni per un tumore al cervello.[1]
- la Regina Tara:  È la sovrana dei Leafmen e la forza vitale dell'intera foresta, di cui si occupa. Ha un carattere allegro e spiritoso e spesso prende in giro Ronin per il atteggiamento rigido e serio. Quando la Regina Tara si trova in pericolo, il suo legame con la natura fa della foresta un suo alleato. Un attimo prima di morire trasferisce la sua forza vitale in un bocciolo che sceglierà la nuova regina. Riappare un'ultima volta come spirito davanti a Ronin, che prima che passi i suoi poteri alla bimba fiore, finalmente le sorride rendendola felice.
- Ronin: è il comandante dei Leafmen, il corpo speciale di guerrieri votati alla tutela di tutte le forme di vita nella foresta. È molto coraggioso, con un fortissimo senso del dovere. Il suo motto è: "molte foglie, un solo albero" e non esita a mettere in gioco la vita per qualcuno a cui tiene, nonostante si dimostri molto duro con le reclute. Quando la foresta e la Regina (di cui è segretamente innamorato) si trovano in pericolo combatte sempre in prima fila insieme ai suoi sottoposti. Era molto amico del defunto padre di Nod, ed è in nome di questa amicizia che si prende cura del figlio. In principio non va d'accordo con Nod a causa dell'atteggiamento sfrontato e individualista del ragazzo, ma alla fine i due si riappacificano quando Nod capisce l'importanza del lavoro di squadra.
- Nod: È un ragazzo ribelle che infrange le regole e non sopporta l'autorità, è figlio di un defunto Leafmen amico di Ronin. Il suo individualismo non va d'accordo con gli ideali di unità e lavoro di squadra dei Leafmen. Per questo decide di lasciare il corpo dei guerrieri, tuttavia quando la foresta è in pericolo non esita a dare il suo contributo. All'inizio non va d'accordo con Ronin, considerandolo dispotico e oppressivo, ma alla fine capisce l'importanza dell'aiutarsi a vicenda, diventando così un Leafmen a tutti gli effetti. Quando conosce MK si innamora della ragazza, mantenendo i contatti con lei anche dopo che questa torna alle sue dimensioni normali.
- Mub e Grub: Sono due lumache combinaguai protagoniste di molte gag comiche. Grub è una chiocciola, mentre Mub è una lumaca senza guscio. I due vengono scelti dalla regina come custodi del bocciolo che diventerà il prossimo Re o Regina della foresta. Sebbene siano entrambi sbadati e poco svegli, dimostrano di avere molto coraggio quando si uniscono alla battaglia per salvare il loro mondo. Mub nonostante il suo aspetto innocuo è molto sicuro di sé ed è convinto di essere un rubacuori, mentre Grub è un aspirante Leafmen che alla fine riesce a realizzare il suo sogno.
- Bomba: è il padre di Mk. È un eccentrico professore anticonformista e con la testa fra le nuvole che, negli anni, si è allontanato dalla civiltà e dalla sua famiglia per dimostrare le sue teorie. Bomba vive in una vecchia casa in mezzo alla foresta, circondato da oggetti bizzarri che si è fatto da sé. Ha dedicato la vita a studiare una civiltà di persone minuscole che nessuno ha mai visto, e di cui ha trovato solo minuscole tracce. È tanto ossessionato dalle sue ricerche da non rendersi conto di trascurare la figlia. Quando MK sparisce Bomba crede di aver buttato via la sua vita per inseguire un miraggio e afferma di voler lasciar perdere tutto, ma proprio grazie alla figlia scoprirà infine di aver sempre avuto ragione.
- Nim Galuu: è un bruco custode della storia del popolo della foresta, che viene trascritta su pergamene all'interno di un grande albero. È molto teatrale e festaiolo, possiede una grande eloquenza e spesso intrattiene il pubblico con canti e balli. Grazie a lui i protagonisti scoprono come far sbocciare il bocciolo in modo da nominare una nuova regina. Non sembra molto coraggioso ma è pronto a dare il suo contributo per salvare la foresta e i suoi abitanti.
- Mandrake: È il principale antagonista della storia. È il signore del marciume e della distruzione, sovrano dei Boggan. Lui e il suo popolo sono gli arcinemici dei Leafmen. Ha il potere di far morire qualunque cosa tocchi. Mandrake considera i Leafmen degli usurpatori ed è stufo di nascondersi nell'ombra, pertanto escogita la vendetta finale per impossessarsi della foresta che secondo lui avrebbe dovuto da sempre essere sua. Durante la cerimonia per la scelta del bocciolo guida l'assalto dei Boggan, riuscendo ad uccidere la regina. Ha un carattere sadico, egoista, crudele, cinico e spietato. L'unico di cui sembra importargli qualcosa è suo figlio Dagda e pur di vendicarsi dei Leafmen per averlo ucciso decide di far schiudere il baccello al buio per farne il suo principe nero. Alla fine viene sconfitto da Nod e Ronin per poi morire risucchiato dal tronco di un albero.
- Dagda: antagonista secondario della storia, figlio di Mandrake e vice comandante dei Boggan. È malvagio quanto suo padre ma, diversamente da Mandrake, è molto stupido e imbranato. Il suo unico scopo è fare contento suo padre, verso cui prova grande stima e ammirazione (tanto da farsi un mantello con una pelliccia di topo per assomigliarlo). Viene ucciso da Ronin durante l'attacco dei Boggan che interrompe la cerimonia per la scelta del bocciolo.
- Bufo: È un rospo che controlla il business delle scommesse e altre losche attività nella foresta. È un individuo viscido, meschino e opportunista, pronto a far togliere di mezzo dai suoi scagnozzi chiunque intralci i suoi piani. Quando Nod si rifiuta di perdere ad una corsa truccata cerca di eliminarlo, ma viene fermato da Ronin ( ed origlia la discussione di entrambi riguardante il baccello e la morte della regina ) e diventa una spia di Mandrake, tuttavia,  dopo aver involontariamente insultato suo figlio viene minacciato di morte da Mandrake stesso, rivelandosi un pusillanime.

## Produzione
Nel 2006, è stato riferito che Chris Wedge avrebbe diretto un film d'animazione basato sul libro di William Joyce, The Leaf Men and the Brave Good Bugs per Fox Animation. Joyce, che aveva già collaborato con Wedge come designer e produttore del film del 2005 Robots , avrebbe dovuto produrre il film. Nel maggio 2012, Fox ha annunciato il titolo finale del film, Epic, e che sarebbe stato proiettato anche in 3D, svelando inoltre i suoi primi dettagli sul cast e sulla trama. Anche se il film è basato e prende in prestito molti personaggi del libro di Joyce, la sua trama è stata notevolmente modificata. Wedge ha dichiarato: "[...] È un'avventura alla portata di Star Wars. E immerge il pubblico completamente in un mondo come Avatar. Ma ha una sua personalità".
Il budget del film ammonta a 93 milioni di dollari.

## Promozione
Il primo trailer originale del film è stato distribuito il 25 giugno 2012, per essere poi seguito da quello italiano il 28 gennaio 2013. Il film è uscito nelle sale italiane - anche in versione 3-D - giovedì 23 maggio 2013 su distribuzione DreamWorks / 20th Century Fox Italy.

## Distribuzione
Il film è stato distribuito nelle sale cinematografiche statunitensi il 24 maggio 2013, mentre il quelle italiane il 23 maggio.

### Edizione italiana
La direzione del doppiaggio e i dialoghi italiani sono a cura di Massimo Giuliani, per conto della Int. Prod. Time Out srl.

## Accoglienza

### Incassi
A fronte di un budget di circa 90 milioni di dollari, il film ha incassato soltanto 268,426,634 di dollari, diventando il secondo minore incasso della Blue Sky Studios, secondo solo a Robots, inferiore di pochi milioni di dollari.

### Critica
Il sito Rotten Tomatoes assegna al film un punteggio di approvazione del 65% sulla base di 127 recensioni, con un punteggio medio di 5,85 / 10. Il consenso critico del sito web recita: "Sebbene i suoi temi narrativi siano fin troppo familiari, Epic è meravigliosamente animato e realizzato con un talento sufficiente per creare un solido intrattenimento per la famiglia". Metacritic, ha calcolato un punteggio di 52 su 100 sulla base di 30 recensioni, indicando "recensioni miste o medie".